# Saint-André-de-Boëge
Saint-André-de-Boëge és un municipi del departament de l'Alta Savoia i la regió d'Alvèrnia-Roine-Alps.